# Dunărea Mică
Dunărea Mică – wieś w Rumunii, w okręgu Mehedinți, w gminie Devesel. W 2011 roku liczyła 72 mieszkańców.